# Frédéric Neidhardt
Pour les articles homonymes, voir Neidhardt.
Fred Neidhardt ou Frédéric Neidhardt, né à Rabat en 1966, est un auteur de bande dessinée.

## Biographie
Il fait ses débuts en 1989 dans la revue Psikopat, comme scénariste, dessinateur et chroniqueur.
En 1997, son premier album paraît chez Soleil Productions en duo avec Fabrice Tarrin : Les Aventures de Monsieur Tue-Tout.
En 2004, Fred Neidhardt cosigne le scénario d'une bande dessinée pour enfants dans le nouveau Pif Gadget, avec Fabrice Tarrin et, au dessin, Olivier Grojnowski : Les Aventures de Nestor et Polux.
De 2006 à 2008, il réalise tous les mois les impostures du magazine L'Écho des savanes, toujours avec Fabrice Tarrin.
En 2006, toujours avec Fabrice Tarrin, il réalise des caméras cachées pour l'émission Salut les Terriens de Thierry Ardisson.
En 2007, il réalise les couleurs d'un album de Spirou : Le Tombeau des Champignac.
Depuis 2010, il anime une nouvelle série dans Spirou : Spouri et Fantaziz, parodie de Spirou et Fantasio. De même, lors de l'(auto)interview de Neidhardt, la « Galerie des illustres » est renommée « Galerie des minables ».
Dans le Spirou daté du 1er avril 2015, des pages d'un Spirou inédit de Rob-Vel sont publiées. Le Spirou daté du 8 avril 2015 révèle qu'il s'agit d'un poisson d'avril : c'est Neidhardt qui a dessiné ces pages, et la fin, publiée dans ce Spirou fait intervenir Spouri. Dans le Spirou 4078 paraît une planche historique de Spirou et Tintin, réalisée par Franquin et Hergé… c'est encore un canular de Neidhardt.
Fred Neidhardt est également scénariste pour des séries d'animation : Captain Biceps, Les Lapins crétins : invasion, Les Chronokids.
Le 4 septembre 2020, les éditions Dupuis publient Spirou chez les Soviets, album hors série écrit par Fred Neidhardt et dessiné par Fabrice Tarrin.
Entre 2008 et 2022, il publie quatre romans graphiques tournés vers l'autofiction : Pattes d'eph' et col roulé, La Peur du rouge (éd. Delcourt / collection Shampooing), Les Pieds-noirs à la mer, Alger-retour (éd. Marabout).
En 2024, il scénarise le 68ème tome de la série Les Tuniques bleues, sur un dessin de Lambil.

## Publications

### Albums et recueils
- Monsieur Tue-Tout, dessin de Fabrice Tarrin, Soleil Productions, 1999
- Nestor et Polux, coscénario avec Fabrice Tarrin, dessin d'O'Groj :

1. Et Dieu créa le yaourt à la framboise, Pif éditions, 2005, 48 p. (OCLC 743132991)
2. Nestor et Polux, l'intégrale, Onapratut, 2009, 96 p.

- Pattes d'eph & col roulé, Delcourt, collection « Shampooing», 2008, 128 p. (OCLC 470647481) version papier du Fleurblog.
- La Peur du rouge, Delcourt, collection « Shampooing », 2010, 124 p. (OCLC 717291520)
- Les Pieds-noirs à la mer, éditions Marabout, collection « Marabulles », 2013, 111 p. (OCLC 863937036)

- Le Spirou de…
  - Spirou chez les soviets, dessin et couleurs de Fabrice Tarrin, Dupuis, 2020, 54 p.
  - Spirou chez les soviets, édition de luxe : 104 pages, format 30×42 cm. Limitée à 350 exemplaires. Éd. Black & White, 2020
  - Spirou chez les soviets, édition de luxe krayonnée : 88 pages, format 23,5 × 31 cm. Limitée à 500 exemplaires. Éd. Black & White, 2020

Alger-retour, éditions Marabout, collection « Marabulles », 2022
- Les enquêtes de Violette, Bamboo Édition
  - Tome 1, dessin et couleur de Laurel , 2017   (ISBN 9782818940747)
  - Tome 2, dessin et couleur de Laurel , 2017  (ISBN 9782818941652)
  - Tome 3, dessin et couleur de Laurel , 2018  (ISBN 9782818943793)
- Les Tuniques bleues : 
  - N° 68 De l'or pour les Bleus, dessins de Lambil, Dupuis, 2025, 48 p.  (ISBN 978-2808504188)

### Mini-récits
- Spouri et les robots, Spirou no 3793, 12/2010 (Scénario, Dessin)
- Z comme Zouzou, Spirou no 3824, 07/2011 (Scénario, Dessin)
- La Menace Manga, Spirou no 3985, 08/2014 (Scénario, Dessin) - avec Raf
- Trois p'tits chats, Spirou no 4101, 11/2016 (Scénario, Dessin)
- La Grosse teuté, Spirou no 4127, 05/2017 (Scénario, Dessin)
- Intrigue au musée Spirou, Spirou no 4150, 10/2017 (Scénario, Dessin)
- Spouri chez les survêts, Spirou no 4423, 01/2023 (Scénario, Dessin)

### Collectifs
- Sacrés motards, Éditions de la FFMC, 2005
- Revoilà Popeye, dessin de Thibaut Soulcié, Onapratut, 2012
- L'humour contre l'exclusion, Hugo et Cie, 2012
- La galerie des gaffes - 60 auteurs rendent hommage à Gaston Lagaffe, Dupuis, 2017

### Coloriste
Le Spirou de…
- 3 Le Tombeau des Champignac, Dupuis, Marcinelle, 2007 Scénario : Yann et Tarrin - Dessin : Tarrin

### Magazines
- L'Incongru-Kamizôl (1989 - 1992)
- Psikopat (1989 - 2008)
- Abus dangereux (1992)
- Spirou (depuis 1996)
- Pif Gadget (2004-2008)
- Manon (2004-2008)
- L'Écho des savanes (2006-2008)
- Les P'tites sorcières (depuis 2009)
- Phosphore (2009)
- Fakir (2009)
- Les Inrocks (2011)
- Je lis des histoires vraies (2012-2016)
- Groom (2016)

## Filmographie
- 2009 : Les Beaux Gosses de Riad Sattouf : le prof de SVT
- 2013 : Jacky au royaume des filles de Riad Sattouf : Franku
- 2018 : Le Poulain de Mathieu Sapin : Bertrand

#### Interview
- Didier Pasamonik et Frédéric Neidhardt, « Fred Neidhardt ("Les Pieds noirs à la mer") : "Dans la production actuelle, je me sens tout coincé entre des grosses piles d’Astérix et de Blacksad." », sur Actua BD, 2 décembre 2013
- Yannick Vely et Frédéric Neidhardt, « "Les pieds-noirs ont été les victimes du racisme des Français" », sur Paris-Match, 19 novembre 2013

#### Critiques d'ouvrages
- Marc Dambrine, « Pattes d'eph et col roulé », sur Planète BD, 28 juin 2008